# Angelo Dolci
Angelo Maria Dolci (Civitella d'Agliano, 12 de julho de 1867 - Civitella d'Agliano, 13 de setembro de 1939) foi um cardeal católico romano italiano e ex-núncio.

## Biografia
Dolci nasceu em Civitella d'Agliano e ordenado sacerdote em 5 de junho de 1890.
Em 19 de abril de 1900, Papa Leão XIII o nomeou bispo de Gubbio.
Em 7 de dezembro de 1906, foi nomeado delegado apostólico no Equador, Bolívia e Peru.
Foi promovido a arcebispo titular de Nazianzo em 9 de dezembro de 1906. 
Em 1910, foi chamado a Roma e nomeado arcebispo de Amalfi em 27 de janeiro de 1911. Deixou a arquidiocese quando foi nomeado delegado apostólico e vigário apostólico de Constantinopla em 10 de junho de 1914. 
Foi transferido para a arquidiocese titular de Gerapoli em 13 de novembro de 1914. Em 1922 foi nomeado Núncio Apostólico na Bélgica, porém, ele não conseguiu se apossar da nunciatura e foi transferido para o da Romênia.
Ele foi criado e proclamado Cardeal-presbítero de Santa Maria da Vitória, em Roma pelo Papa Pio XI no consistório de 13 de março de 1933. Foi nomeado arcipreste da Basílica de Santa Maria Maior em 22 de maio de 1933.
Angelo foi eleito para a ordem de bispos cardeais, tomando a sé suburbicária de Palestrina em 15 de junho de 1936. 
Participou do Conclave de 1939 que elegeu o Papa Pio XII e morreu em setembro do mesmo ano.

### Genocídio Armênio
Em 1915, como Delegado Apostólico em Constantinopla (1914-1922), o Arcebispo Dolci escreveu a Mehmed V e Talaat Pasha para pedir misericórdia em favor dos armênios, que estavam sendo deportados e massacrados. Dolci informou ao Vaticano o Papa Bento XV e seu secretário de Relações Exteriores Eugênio Pacelli, o futuro Papa Pio XII. Ele admitiu ter sido enganado pelos turcos, porque apesar de dar garantias contrárias ao delegado da Santa Sé, eles continuaram a massacrar os armênios.

## Fonte
- Bräuer, Martin (2014). Handbuch der Kardinäle: 1846-2012 (em alemão). Berlin: De Gruyter. pp. 1908–1909. ISBN 978-3-11-026947-5